# Lega professionistica del Golfo persico 2015-2016

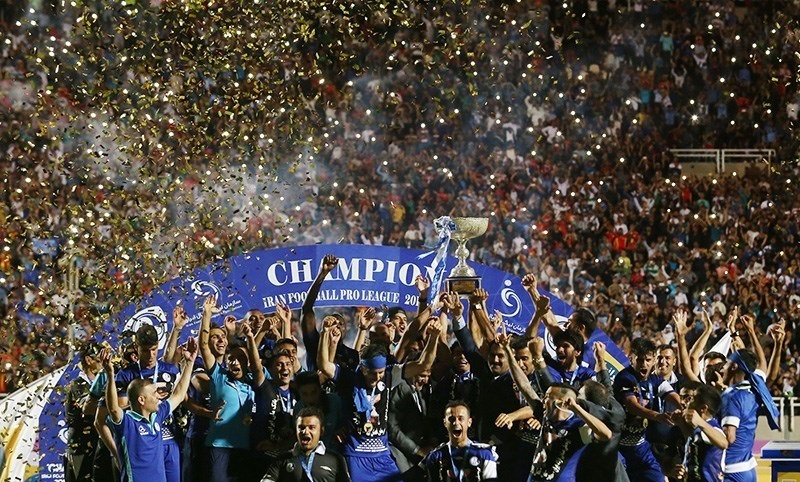
Esteghlal Khuzestan

La Lega professionistica del Golfo persico 2015-2016 è stata la 45ª edizione del massimo livello del campionato iraniano di calcio, la 15ª edizione come Lega professionistica d'Iran 2015-2016. Il campionato è iniziato il 30 luglio 2015 e si è concluso il 13 maggio 2016. Il Foolad era la squadra campione in carica.
L'Esteghlal Khuzestan ha vinto il campionato per la prima volta nella sua storia.

## Stagione

### Formula
Le 16 squadre si affrontano due volte in un girone di andata e ritorno per un totale di 30 partite.

La prima classificata vince il campionato ed è ammessa alla fase a gironi della AFC Champions League 2017.

La seconda classificata accede alla fase a gironi della AFC Champions League 2017.

La terza classificata accede all'ultimo turno di qualificazione della AFC Champions League 2017.

La vincente della Hafzi Cup 2014-2015 accede alla fase a gironi della AFC Champions League 2017. Se la vincente della Hafzi Cup ha terminato il campionato nei primi tre posti, la quarta classificata accede all'ultimo turno di qualificazione della AFC Champions League 2017.

Le ultime tre classificate (14º,15º e 16º posto) retrocedono in Lega Azadegan 2016-2017.

## Squadre Partecipanti
| Team                | Città   | Stadio           |
| ------------------- | ------- | ---------------- |
| Esteghlal           | Tehran  | Azadi            |
| Esteghlal Ahvaz     | Ahvaz   | Takhti Ahvaz     |
| Esteghlal Khuzestan | Ahvaz   | Ghadir           |
| Foolad              | Ahvaz   | Ghadir           |
| Gostaresh Foulad    | Tabriz  | Bonyan Dizel     |
| Malavan             | Anzali  | Takhti Anzali    |
| Naft Teheran        | Tehran  | Takhti Tehran    |
| Padideh             | Mashhad | Samen            |
| Persepolis          | Tehran  | Azadi            |
| Rah Ahan            | Tehran  | Shahr-e Qods     |
| Saba Qom            | Qom     | Yadegar-e Emam   |
| Saipa               | Tehran  | Shahid Dastgerdi |
| Sepahan             | Isfahan | Foolad Shahr     |
| Siah Jamegan        | Mashhad | Samen            |
| Tractor Sazi        | Tabriz  | Sahand           |
| Zob Ahan            | Isfahan | Foolad Shahr     |

## Giocatori stranieri
Il numero di giocatori stranieri è stato ridotto a 4 per ogni club della Persian Gulf Pro League, incluso un posto per un giocatore proveniente da nazioni della AFC.
| Squadra             | Giocatore 1      | Giocatore 2          | Giocatore 3      | Giocatore asiatico |
| ------------------- | ---------------- | -------------------- | ---------------- | ------------------ |
| Esteghlal           | Hrayr Mkoyan     | Pero Pejić           | Adil Chihi       |                    |
| Esteghlal Ahvaz     | Luiz Fernando    | Sandi Šahman         |                  |                    |
| Esteghlal Khuzestan | Fernando         | Moussa Coulibaly     | Eduardo Ferreira | Felipe Bertoldo    |
| Foolad              | Leonard Mesarić  | Mathias Chago        | Dorge Kouemaha   |                    |
| Gostaresh Foulad    | Magno Batista    | Léo Pimenta          | Georgi Georgiev  |                    |
| Malavan             |                  |                      |                  |                    |
| Naft Teheran        |                  |                      |                  |                    |
| Padideh             |                  |                      |                  |                    |
| Persepolis          | Luka Marić       | Michael Umaña        | Jerry Bengtson   | Aleksandr Lobanov  |
| Rah Ahan            | Athōs Solōmou    | Sebastian Strandvall |                  |                    |
| Saba Qom            | Filipe Machado   |                      |                  |                    |
| Saipa               | Ratko Dujković   |                      |                  |                    |
| Sepahan             | Leandro Padovani | Luciano Pereira      | Senijad Ibričić  | Fozil Musaev       |
| Siah Jamegan        | Kyle Konwea      | Alagie Sosseh        | Korede Aiyegbusi |                    |
| Tractor Sazi        | Augusto          | Carlos Cardoso       | Aloys Nong       |                    |
| Zob Ahan            | Ali Hamam        |                      |                  | Walid Ismail       |

## Classifica finale
|                 | Pos. | Squadra             | Pt | G  | V  | N  | P  | GF | GS | DR  |
| --------------- | ---- | ------------------- | -- | -- | -- | -- | -- | -- | -- | --- |
| Iran (bandiera) | 1.   | Esteghlal Khuzestan | 57 | 30 | 15 | 12 | 3  | 33 | 14 | +19 |
|                 | 2.   | Persepolis          | 57 | 30 | 16 | 9  | 5  | 50 | 34 | +16 |
|                 | 3.   | Esteghlal           | 52 | 30 | 13 | 13 | 4  | 43 | 28 | +15 |
|                 | 4.   | Tractor Sazi        | 51 | 30 | 13 | 12 | 5  | 43 | 27 | +16 |
|                 | 5.   | Naft Teheran        | 49 | 30 | 13 | 10 | 7  | 30 | 21 | +9  |
|                 | 6.   | Zob Ahan            | 46 | 30 | 11 | 13 | 6  | 38 | 26 | +12 |
|                 | 7.   | Saba Qom            | 42 | 30 | 9  | 5  | 16 | 30 | 24 | +6  |
|                 | 8.   | Saipa               | 40 | 30 | 11 | 7  | 12 | 28 | 31 | -3  |
|                 | 9.   | Gostaresh Foulad    | 39 | 30 | 10 | 9  | 11 | 36 | 32 | +4  |
|                 | 10.  | Padideh             | 39 | 30 | 10 | 9  | 11 | 30 | 35 | -5  |
|                 | 11.  | Sepahan             | 38 | 30 | 8  | 14 | 8  | 29 | 30 | -1  |
|                 | 12.  | Foolad              | 35 | 30 | 9  | 8  | 13 | 26 | 37 | -11 |
|                 | 13.  | Siah Jamegan        | 27 | 30 | 7  | 6  | 17 | 23 | 34 | -11 |
|                 | 14.  | Malavan             | 27 | 30 | 5  | 12 | 13 | 23 | 35 | -12 |
|                 | 15.  | Rah Ahan            | 25 | 30 | 5  | 10 | 15 | 24 | 36 | -12 |
|                 | 16.  | Esteghlal Ahvaz     | 13 | 30 | 2  | 7  | 21 | 16 | 58 | -42 |

Legenda:
      Campione d'Iran e ammessa alla AFC Champions League 2017
      Ammesse alla AFC Champions League 2017
      Ammesso allo qualificazioni della AFC Champions League 2017
      Retrocesse in Lega Azadegan 2016-2017
Note:
Tre punti a vittoria, uno a pareggio, zero a sconfitta.
La classifica viene stilata secondo i seguenti criteri:
- Punti conquistati
- Differenza reti generale
- Reti totali realizzate

## Classifica marcatori
| Posizione | Giocatore            | Club                | Goal |
| --------- | -------------------- | ------------------- | ---- |
| 1         | Mehdi Taremi         | Persepolis          | 16   |
| 2         | Mohammad Ebrahimi    | Gostaresh Foulad    | 11   |
| 3         | Omid Ebrahimi        | Esteghlal           | 10   |
| 3         | Mehrdad Mohammadi    | Rah Ahan            | 10   |
| 4         | Hassan Beyt Saeed    | Esteghlal Khuzestan | 9    |
| 4         | Sasan Ansari         | Foolad              | 9    |
| 5         | Aloys Nong           | Tractor Sazi        | 7    |
| 5         | Jaber Ansari         | Esteghlal           | 7    |
| 5         | Rahim Zohaivi        | Esteghlal Khuzestan | 7    |
| 5         | Jerry Bengtson       | Persepolis          | 7    |
| 5         | Morteza Tabrizi      | Zob Ahan            | 7    |
| 5         | Mohsen Yousefi       | Padideh             | 7    |
| 5         | Gholamreza Rezaei    | Saipa               | 7    |
| 5         | Sajjad Shahbazzadeh  | Esteghlal           | 7    |
| 5         | Mohammad Iranpourian | Tractor Sazi        | 7    |

Ultimo Aggiornamento: 13 maggio 2016

Fonte: Soccerway.com

Fonte: Iplstats.com